# دپیو (اکلاهما)
دپیو(به انگلیسی: Depew) شهری در ایالت اکلاهما کشور ایالات متحده آمریکا است که جمعیت آن در سرشماری سال ۲۰۱۰ میلادی، ۴۷۶ نفر بوده‌است.